# Roberto Leguía
Roberto E. Leguía Salcedo, (Lambayeque, 16 de febrero de 1866 - Lima, 19 de marzo de 1945) fue un político y empresario agrícola peruano. Hermano y partidario del presidente Augusto B. Leguía, fue presidente de la Cámara de Diputados (1911-1912) y primer vicepresidente del Perú durante el gobierno de Guillermo Billinghurst (1912-1914). Durante el Oncenio de Leguía fue presidente del Senado, de 1927 a 1930.

## Biografía
Hijo de Nicanor Leguía y Haro y de María del Carmen Salcedo Taforó,  y hermano menor de Augusto B. Leguía, que fue presidente del Perú electo en varias elecciones. Era descendiente de un emigrante vasco de la época del virreinato, llamado Eustaquio Leguía, quien en 1752, arribó a Chiclayo para establecer el estanco de tabaco, naipes y papel sellado, y cuyos descendientes fueron prósperos hacendados. Continuando la tradición familiar, Roberto se dedicó a la agricultura.
Al igual que su hermano Augusto, empezó militando en el Partido Civil. En 1907 fue elegido diputado por la provincia de Chincha. Durante el primer gobierno de su hermano Leguía, presidió la Cámara de Diputados, en momentos en que los miembros del llamado Bloque (un grupo de parlamentarios civilistas que se habían pasado a la oposición) atacaban duramente al gobierno (1911). Al producirse ese año la reorganización del Partido Civil, formó parte de su nueva junta directiva.
Cuando en 1912 las elecciones presidenciales se trasladaron al Congreso, que contaba con mayoría leguiísta, resultó elegido presidente de la República Guillermo Billinghurst y como primer vicepresidente Roberto Leguía. Lo acompañaba Miguel Echenique como segundo vicepresidente, quien era también del Partido Civil. Pero la ceremonia de juramentación de los vicepresidentes nunca se realizó, al parecer por maniobras de los allegados al presidente Billinghurts, tenaz anticivilista. Roberto viajó a Argentina, donde permanecería hasta 1927.
Durante su ausencia se produjo el golpe militar contra Billinghurst, el 4 de febrero de 1914. En esa ocasión, un grupo de parlamentarios (leguiístas y liberales) propuso a Roberto Leguía como nuevo presidente de la República, por ser el indicado legalmente, en su calidad de primer vicepresidente. Pero esta decisión no contó con el respaldo popular. Los apegados a las reglas incidieron en que no había prestado el juramento de vicepresidente; otros no estaban dispuestos a permitir un gobierno suyo al que imaginaban sería la prolongación del detestado gobierno de su hermano. Había una fuerte tendencia a que el Congreso eligiera a un presidente provisorio que convocara de inmediato a elecciones. La mayor parte de los parlamentarios se inclinaron por esta última salida y el 15 de mayo de 1914 se reunieron en el recinto del Congreso, donde por votación mayoritaria eligieron presidente provisorio al coronel Óscar R. Benavides. Al mismo tiempo, otro grupo de parlamentarios proclamaba a Roberto Leguía como presidente, en una ceremonia realizada en su domicilio de Lima. Pero esta decisión no tuvo ningún eco en la ciudadanía. El gobierno de Benavides se consolidó en el poder y mandó al exilio a los opositores.
Roberto Leguía retornó al Perú en 1927, al ser elegido senador por el departamento de Arequipa. Por entonces gobernaba nuevamente su hermano Augusto, gobierno conocido como el Oncenio. De inmediato fue nombrado presidente del Senado, siendo reelegido en 1929, poco antes de que el Congreso fuera disuelto tras el golpe de Estado del comandante Luis M. Sánchez Cerro de 1930.
Su hija, Angélica Leguía y Zevallos, casó en 1929 con Arturo B. Wells, que en el acta de matrimonio aparecía con nacionalidad británica. Ese mismo año, Wells fue elegido diputado por Yauyos. Otro pariente del presidente Leguía, Foción Mariátegui, fue presidente de la Cámara de Diputados, al mismo tiempo que Roberto Leguía lo era del Senado (1929-1930). Falleció en la madrugada del 19 de marzo de 1945 a los 79 años en el distrito limeño de Miraflores.